# Robinzonád (labdarúgás)

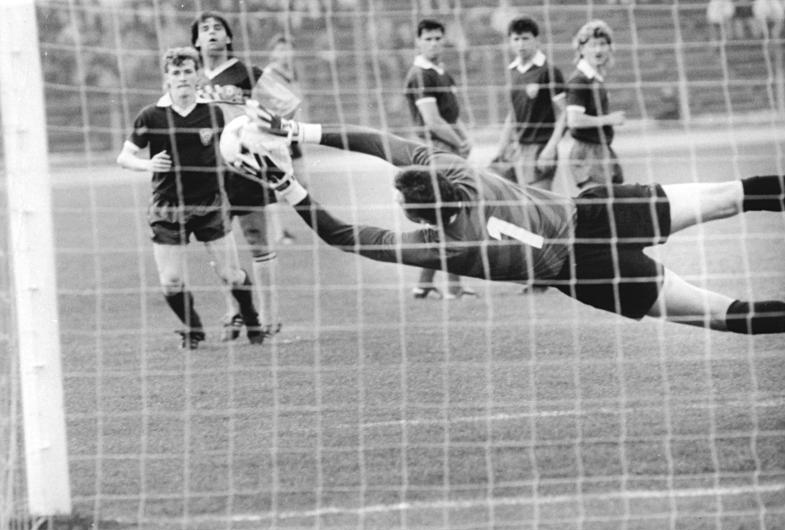
Bodo Rudwaleit robinzonádja (1989)

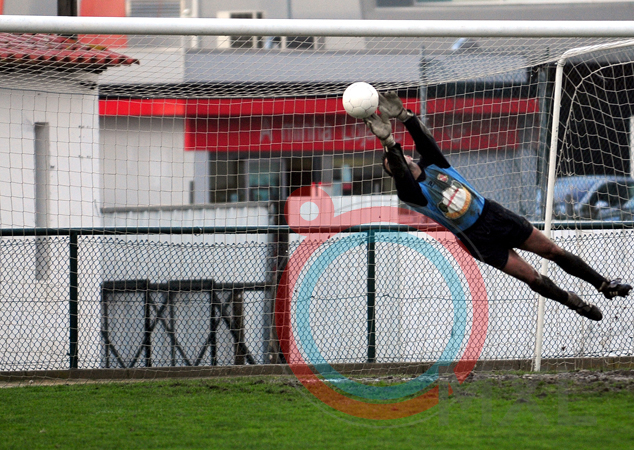
Rodrigo védése

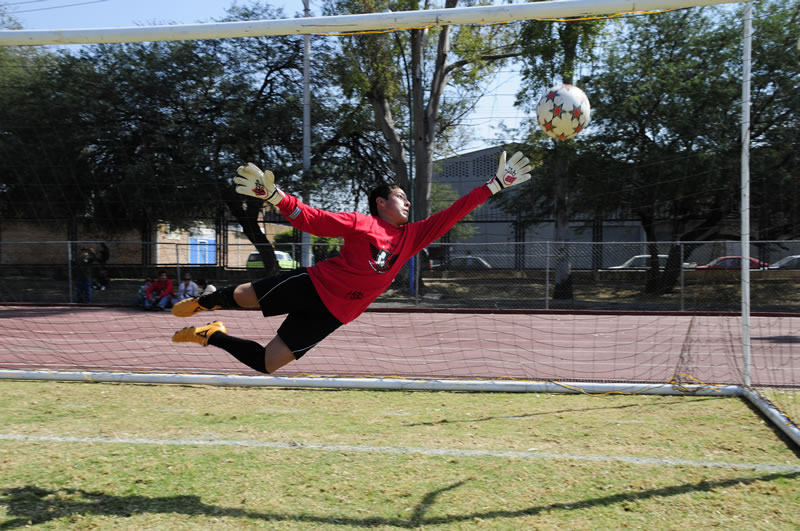
Levegőben a labda és a kapus is

A robinzonád a labdarúgással kapcsolatos kifejezés. Olyankor alkalmazzák, amikor a labdarúgókapus a levegőben úszva fogja meg vagy üti ki a labdát. A kapustechnika leglátványosabb eleme. A vetődés kifejezést gyakrabban használják erre a különleges bátorságot és ruganyosságot igénylő mozdulatsorra. 
A robinzonádra akkor kerül sor, amikor a kapus sem helyezkedéssel, sem futással nem tudná elérni a labdát. 
Felosztása:
- alapállás
- elrugaszkodás
- repülés
- a labda elfogása/kiütése
- talajra érés
- felállás

Az első vetődést 1899-ben John Williams (Jack) Robinson (1870–1931) angol labdarúgó hajtotta végre, ezért nevezték el róla robinzonádnak.